# Grabów Szlachecki
Grabów Szlachecki – wieś w Polsce położona w województwie lubelskim, w powiecie ryckim, w gminie Nowodwór.
| SIMC    | Nazwa  | Rodzaj    |
| ------- | ------ | --------- |
| 0387967 | Luniec | część wsi |

W latach 1954–1972 wieś należała i była siedzibą władz gromady Grabów Szlachecki. W latach 1975–1998 miejscowość należała administracyjnie do ówczesnego województwa lubelskiego.
Wieś jest sołectwem w gminie Nowodwór. Według Narodowego Spisu Powszechnego z roku 2011 wieś liczyła 914 mieszkańców.
Grabów Szlachecki jest siedzibą rzymskokatolickiej parafii pod wezwaniem Przemienienia Pańskiego erygowanej w 2014 roku.

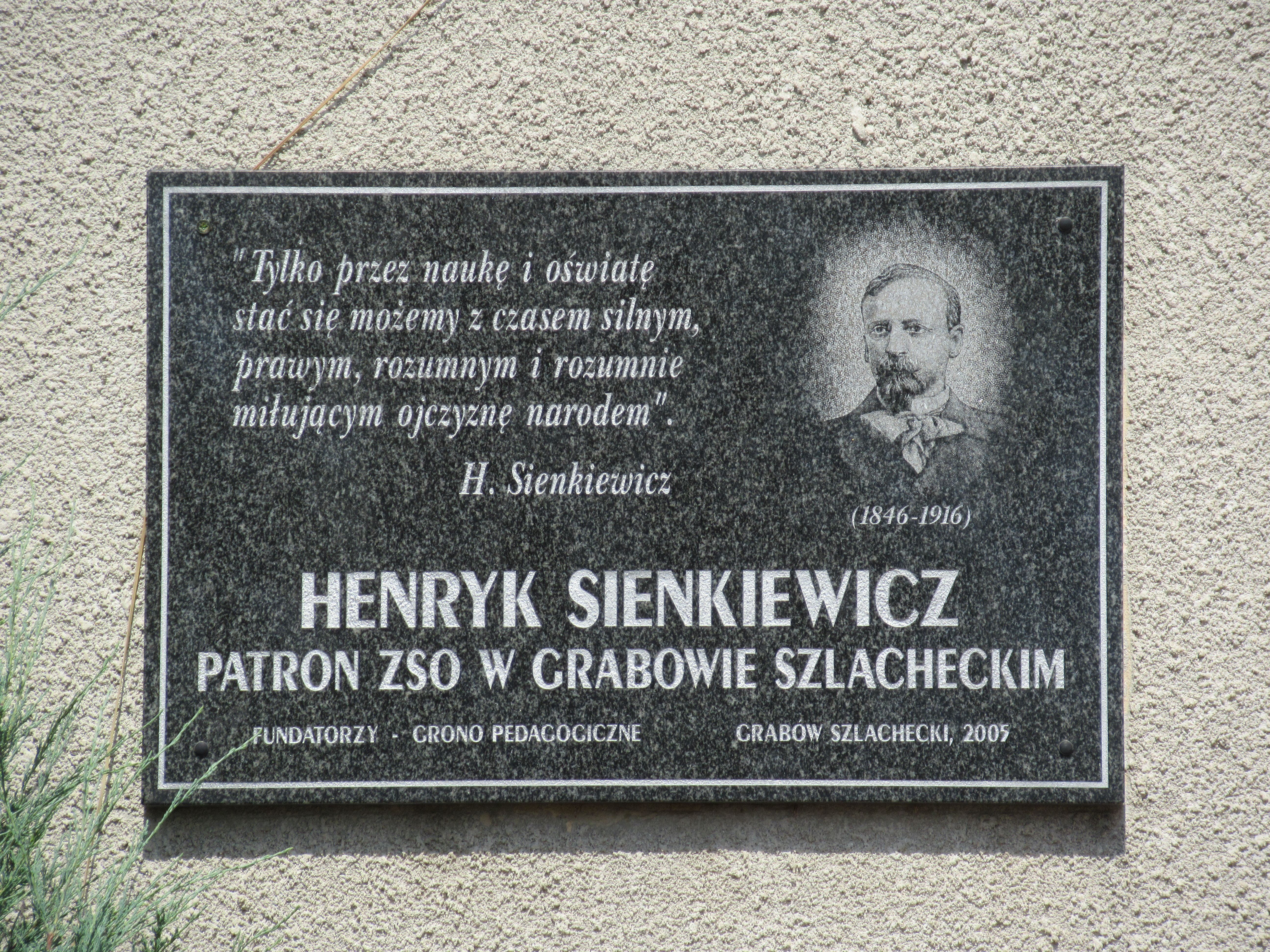
Tablica poświęcona Henrykowi Sienkiewiczowi na miejscowej szkole